# Trichostomum pulicare
Trichostomum pulicare là một loài Rêu trong họ Pottiaceae. Loài này được (Besch.) R.H. Zander miêu tả khoa học đầu tiên năm 1993.